# 河野貴代美
河野貴代美（かわの きよみ、1939年 - ）は、フェミニストカウンセラー。徳島県出身。シモンズ大学社会事業大学院修士課程修了。帝京平成大学教授、お茶の水女子大学開発途上国女子教育協力センター客員教授、NPO法人日本フェミニストカウンセリング学会代表理事。専門は臨床心理学、ジェンダー研究。

## 著書
- 『引っ込み思案をなおす本 さわやかに積極的に生きるために』PHP研究所 1982 のち文庫
- 『自立の女性学  なぜ自信がもてないか-一人立ちへの心理と行動』学陽書房 1983
- 『女性のための自己発見学 自立と自律へのアプローチ』学陽書房 1985
- 『性幻想 ベッドの中の戦場へ』学陽書房 1990  のち中公文庫
- 『フェミニスト・カウンセリング』新水社 1991
- 『ビジネスマンの夫へ 妻たち100人のメッセージ』経済調査会 1992
- 『女性のためのグループ・トレーニング 出会いと回復のレッスン』学陽書房 1995
- 『自分らしさを生きる心理学 女の自己実現、その方法』海竜社 1996
- 『目不酔草紙 フェミニストカウンセラーのみた女たち』ミネルヴァ書房 1997
- 『フェミニストカウンセリング パート2』新水社 2004
- 『わたしって共依存?』日本放送出版協会 2006
- 『わたしを生きる知恵 − 80歳のフェミニストカウンセラーからあなたへ』三一書房 　2018
- 『それはあなたが望んだことですか − フェミニストカウンセリングの贈りもの』三一書房　2020
- 『やわらかいフェミニズム − シスターフッドは今』三一書房　2022

## 共編著
- 家族の現状 新水社 1998 (シリーズ<女性と心理> 第1巻)
- セクシュアリティをめぐって  新水社 1998 (シリーズ<女性と心理> 第2巻)
- 女性のからだと心理 新水社 1999 (シリーズ<女性と心理> 第3巻)
- フェミニストカウンセリングの未来 新水社 1999 (シリーズ<女性と心理> 第4巻)
- 新しいソーシャルワーク入門  ジェンダー、人権、グローバル化 杉本貴代栄共編著 学陽書房 2001
- 女性のメンタルヘルスの地平 新たな支援システムとジェンダー心理学 コモンズ 2005
- 国際人道支援におけるこころのケア アフガニスタンでの試み 新水社 2007

## 翻訳
- ナンシー・フライデー『母と娘の関係 「母」の中のわたし、「わたし」の中の母』俵萠子共訳 講談社 1980
- フィリス・チェスラー『女性と狂気』ユック舎 1984
- ジェーン・オールリ『New York発女の気持ち』三笠書房 1984
- スージー・オーバック,ルイーズ・アイヘンバウム『ビター・スイート 女性が友情に出会うとき』主婦の友社 1988
- マーシャ・チェリス『人生を切り拓く女たち』ブレーン出版 (コンテンポラリー・サイコロジー叢書) 1993
- L.B.ローズウォーター,L.E.A.ウォーカー編著『フェミニスト心理療法ハンドブック 女性臨床心理の理論と実践』井上摩耶子共訳 ヒューマン・リーグ 1994
- フリッツ・クライン『バイセクシュアルという生き方』現代書館 1997
- レオノア・ティーファー『セックスは自然な行為か?』渡辺ひろみ共訳 新水社 1998
- ソフィア・フォカ,レベッカ・ライト『イラスト図解"ポスト"フェミニズム入門』竹村和子共訳 作品社 2003
- H.J&L.G・パラド『心的外傷の危機介入  短期療法による実践』金剛出版 2003
- ルシア・A.ギルバート,マレー・シャー『カウンセリングとジェンダー』新水社 2004
- ジュディス・バトラー 『問題＝物質（マター）となる身体――「セックス」の言説的境界について』佐藤嘉幸監訳 竹村和子・越智博美・三浦玲一共訳 以文社 2021年

## 参考
- 公開講演会の案内: